# Mosopia
Mosopia — рід еребід з підродини совок-п'ядунів.

## Опис
У самця костальний край передніх крил зігнутий e базальній другій третині. На передніх крилах зовнішня перепаска виражена явно чіткіше, ніж внутрішня. Підкрайова лінія зазвичай дуже виразна. В геніталіях самки копулятивна сумка вигнута, її придаток лише слабко розширено до антрума.

## Систематика
У складі роду:
- Mosopia cassinusalis Walker, 1858
- Mosopia eudoxusalis Walker, 1858
- Mosopia magniplaga Swinhoe, 1905
- Mosopia megaspila Walker, 1865